# Notre-Dame-de-l’Assomption (Fontenay-le-Comte)

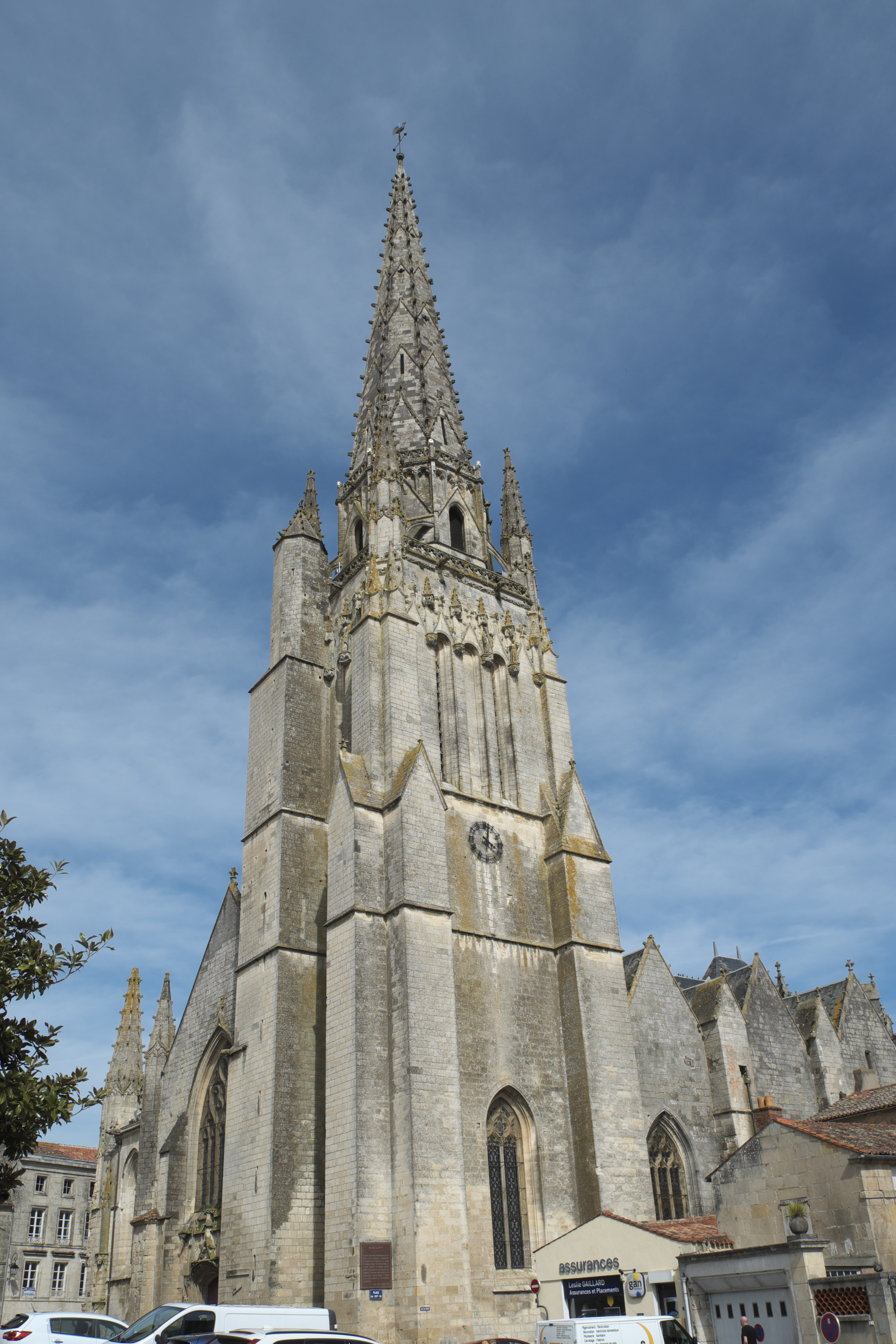
Pfarrkirche Notre-Dame-de-l’Assomption, Glockenturm

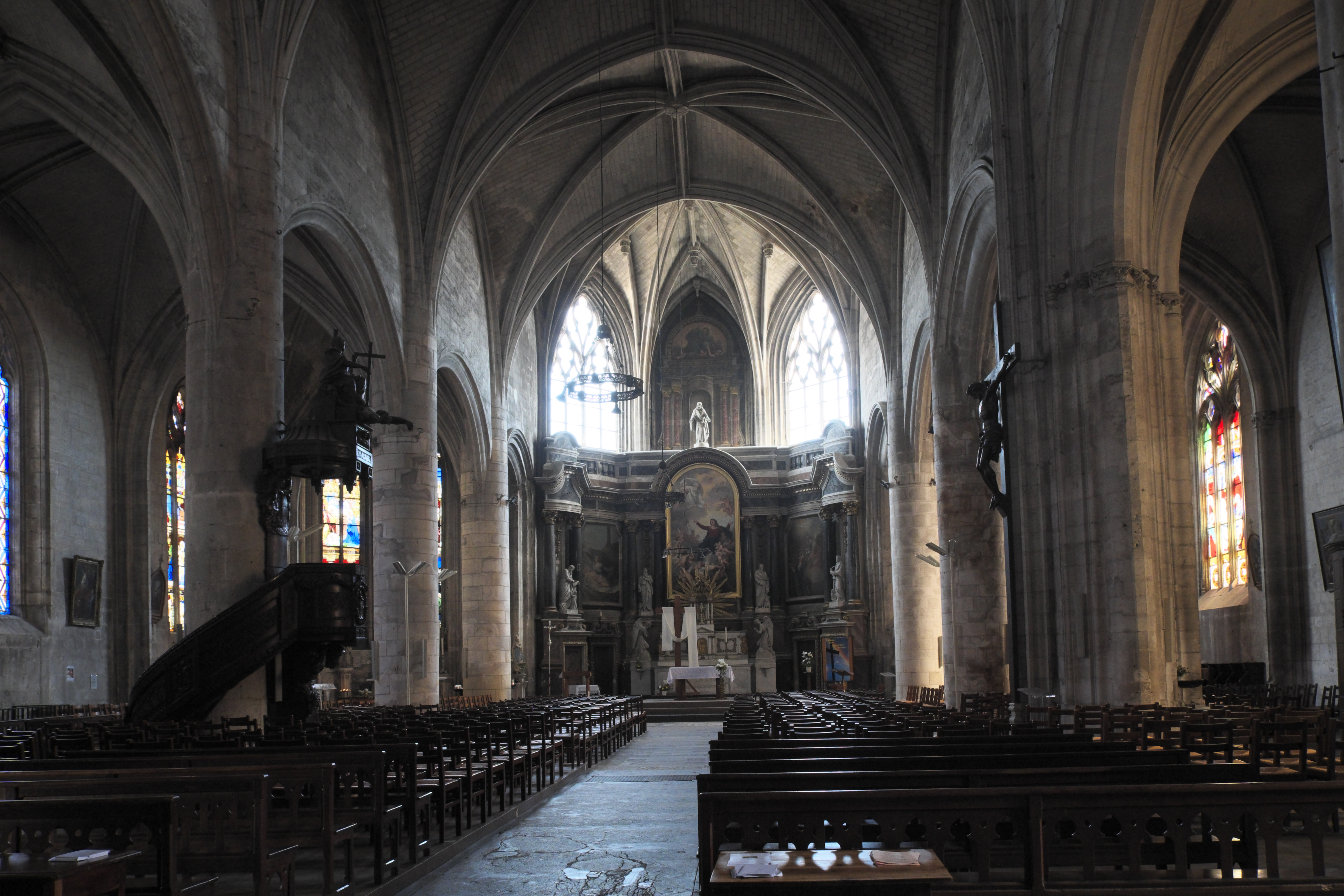
Innenraum

Die katholische Pfarrkirche Notre-Dame-de-l’Assomption in Fontenay-le-Comte, einer Gemeinde im Département Vendée in der französischen Region Pays de la Loire, wurde an der Stelle eines romanischen Vorgängerbaus im 15. Jahrhundert im Stil der Flamboyant-Gotik errichtet. Unter dem Chor der Kirche wurde eine Krypta aus vorromanischer Zeit wieder freigelegt. Die der Himmelfahrt Mariens geweihte Kirche wurde im Jahr 1862 als Monument historique in die Liste der Baudenkmäler in Frankreich aufgenommen.

## Geschichte
Die erste Pfarrkirche von Fontenay-le-Comte war dem Apostel Petrus geweiht. Sie befand sich an anderer Stelle und war bereits zu Beginn des 13. Jahrhunderts nicht mehr existent. An der Stelle der heutigen Kirche Notre-Dame befand sich die Kapelle des Priorats Sainte-Marie, die seit dem frühen 12. Jahrhundert als Pfarrkirche diente. Dieses Priorat in der Nähe des Schlosses wurde 942 erstmals erwähnt und unterstand der Benediktinerabtei von Luçon. Zwischen 1423 und 1466 wurde ein neues Langhaus errichtet, um 1540 wurde das Chorhaupt mit seinen drei Apsiden angefügt. Zur gleichen Zeit wurde an das südliche Seitenschiff durch den Baumeister Liénard de La Réau die Kapelle Saint-Pierre (auch Chapelle des Brissons genannt) angebaut. Während der Hugenottenkriege wurde die Kirche geplündert und in Brand gesetzt und schließlich als Lebensmittellager zweckentfremdet. Bis 1593 diente das Gebäude den Protestanten als Gotteshaus. Durch ein Edikt Heinrichs IV. wurde die Kirche 1594 den Katholiken zurückgegeben, die sie allerdings erst fünf Jahre später wieder in ihren Besitz nehmen konnten. In den Jahren 1631 bis 1648, als die Bischöfe von Maillezais in Fontenay-le-Comte residierten, wurde die Stadt kurzzeitig Bischofssitz und die Pfarrkirche zur Kathedrale.
Während der Französischen Revolution wurde die Kirche zum „Tempel der Vernunft“ erklärt, sämtliche Skulpturen und religiösen Symbole wurden beschädigt oder zerstört. Zeitweise war sogar eine Waffenfabrik in der Kirche eingerichtet. 1801 wurde die Kirche wieder zum katholischen Gotteshaus. Erst 1902 erhielten Mittelschiff und Chor wieder ein steinernes Gewölbe.

## Architektur
An der Westfassade erhebt sich der aus Kalkstein errichtete Glockenturm. Seine oktogonale Spitze wird von vier Ecktürmchen flankiert und erreicht eine Höhe von 82 Metern. Die beiden Portale an der Nord- und Südseite haben sehr viel von ihrem ursprünglichen Flamboyant-Dekor eingebüßt. Das dreischiffige Langhaus ist in vier Joche gegliedert.

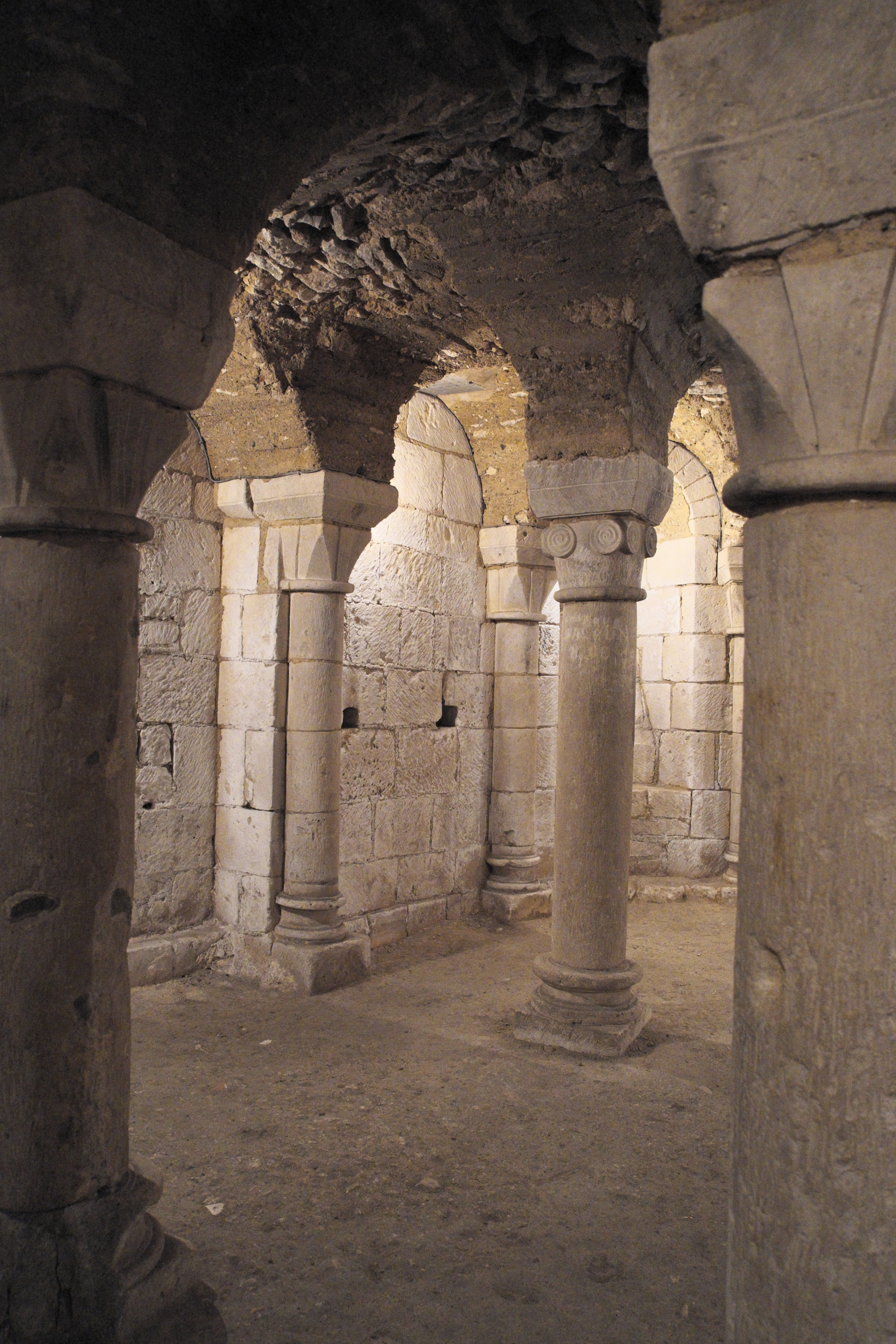
Krypta

## Krypta
Die Krypta wurde 1846 bei Renovierungsarbeiten in der Kirche wiederentdeckt. Bei der Freilegung wurden auch Holzsärge und Knochen gefunden. Die Krypta wird in das 9. bis 11. Jahrhundert datiert. Sie ist mit Kreuzgratgewölben gedeckt, die auf 14 Säulen aufliegen, von denen vier frei stehen. Sechs Säulen sind aus einem einzigen Block gearbeitet. Die Säulen sind mit schlichten Würfelkapitellen verziert, zwei Kapitelle weisen einen Dekor aus runden Scheiben mit kreisförmigen Vertiefungen auf.

## Bleiglasfenster
Ab der Mitte des 19. Jahrhunderts wurde die Kirche mit Bleiglasfenstern aus der Glasmalereiwerkstatt Lobin in Tours ausgestattet. Auf den Fenstern sind Szenen aus dem Leben Marias dargestellt wie der Tempelgang Mariens, die Verkündigung, die Heimsuchung und ihr Tod. Auf weiteren Fenstern sieht man die Geburt Jesu, die Anbetung der Heiligen Drei Könige, die Präsentation Jesu im Tempel und den zwölfjährigen Jesus unter den Schriftgelehrten. Die meisten Fenster tragen die Signatur der Werkstatt Lobin.

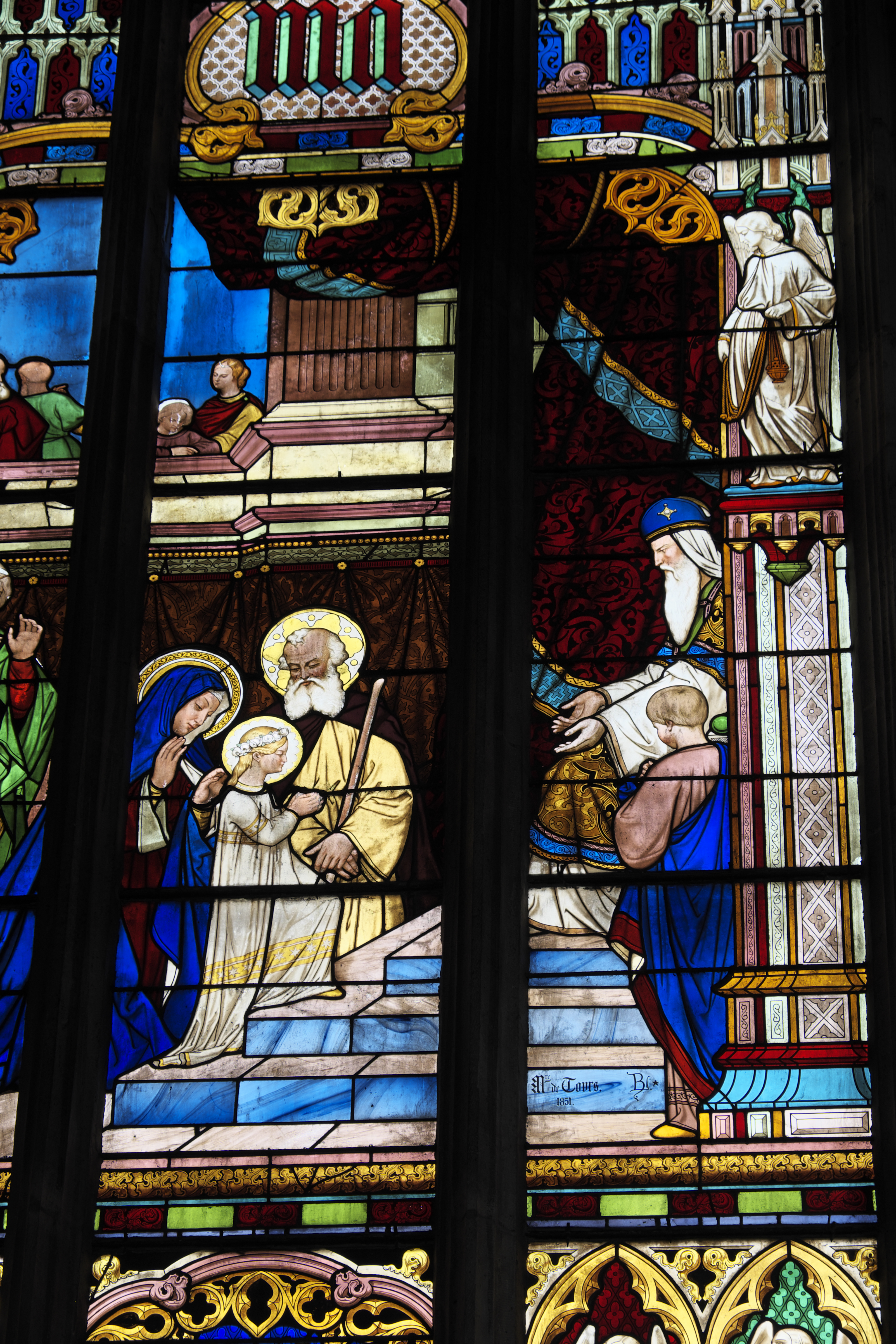
Mariä Tempelgang
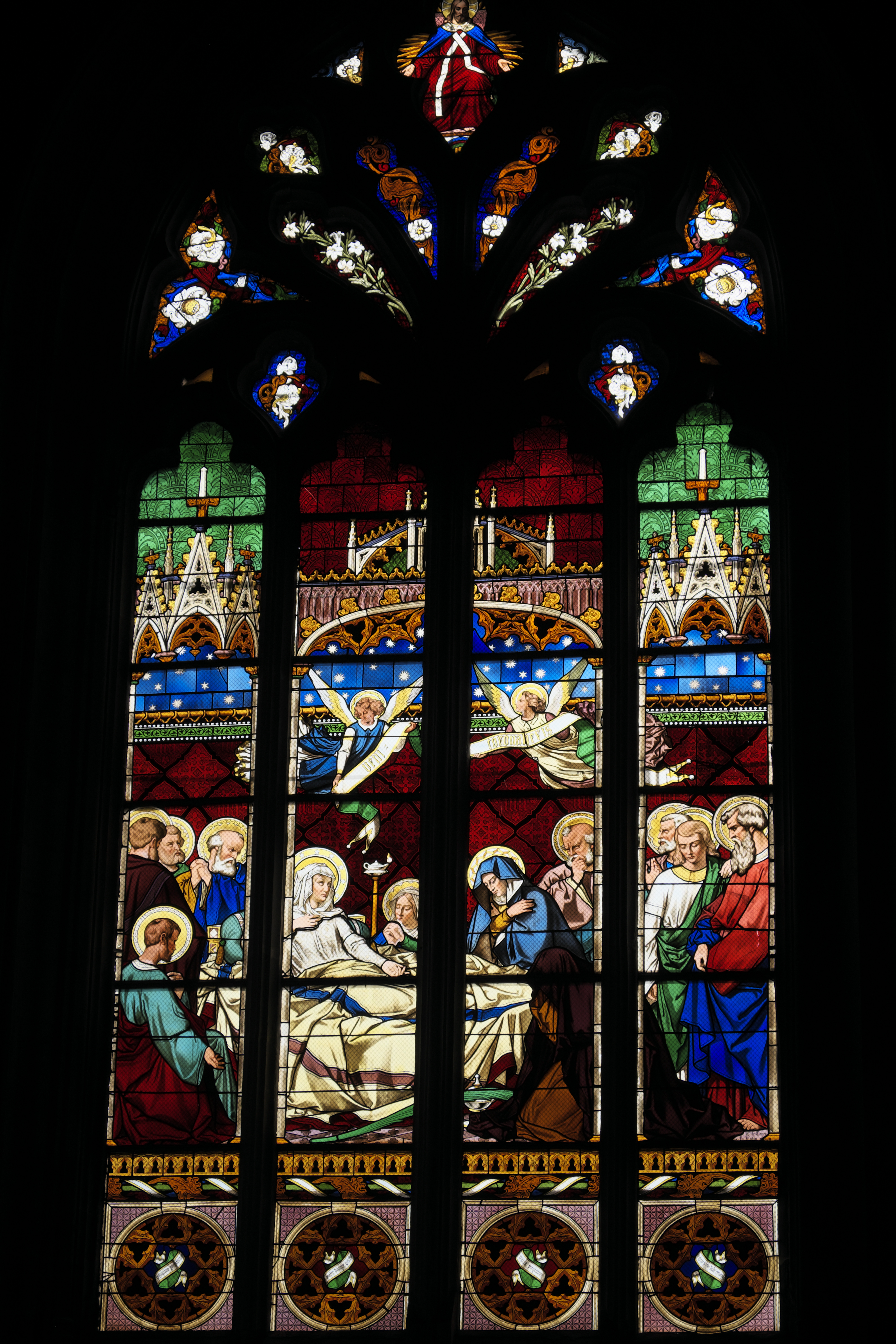
Marientod
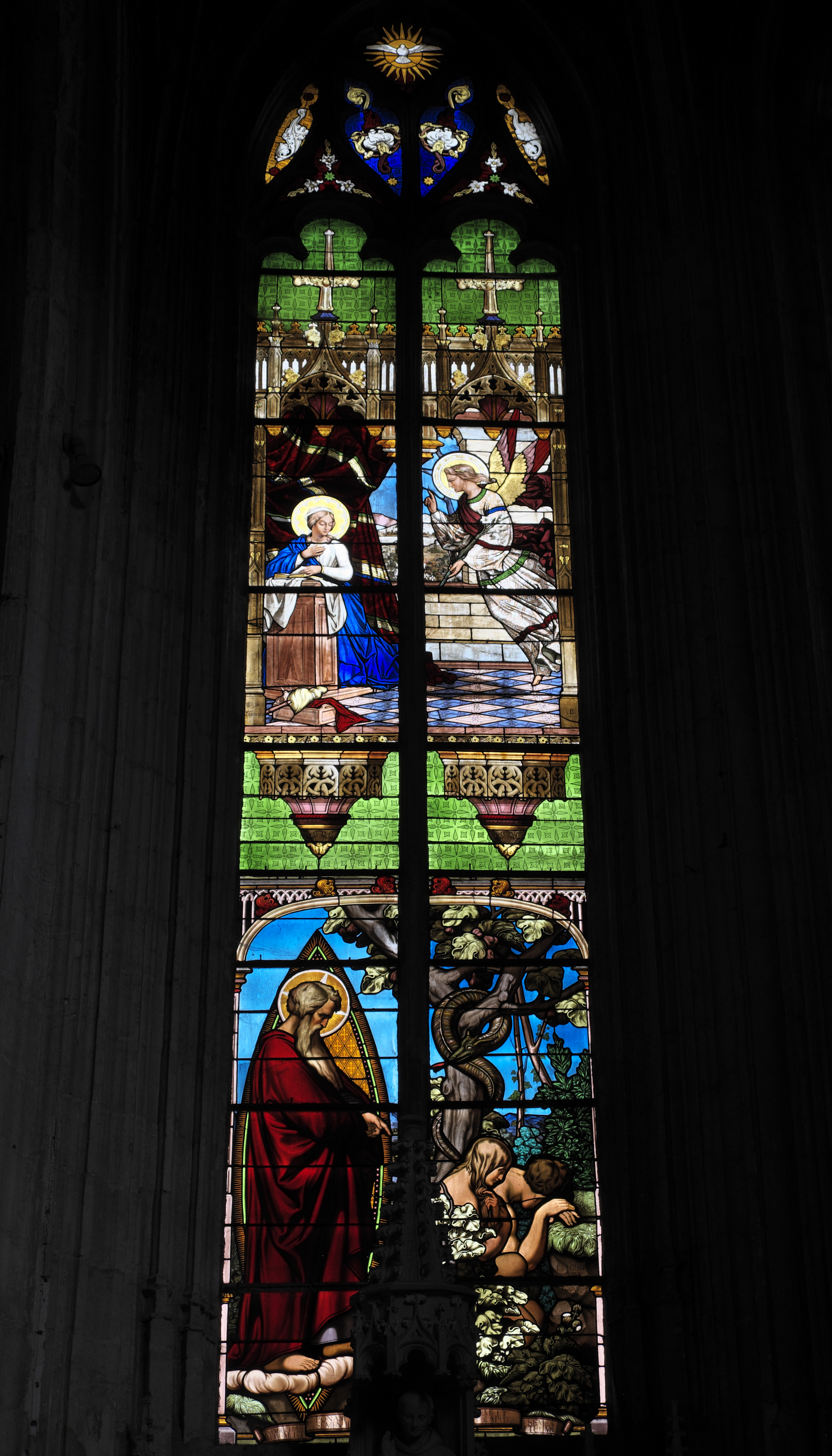
Verkündigung, Vertreibung aus dem Paradies
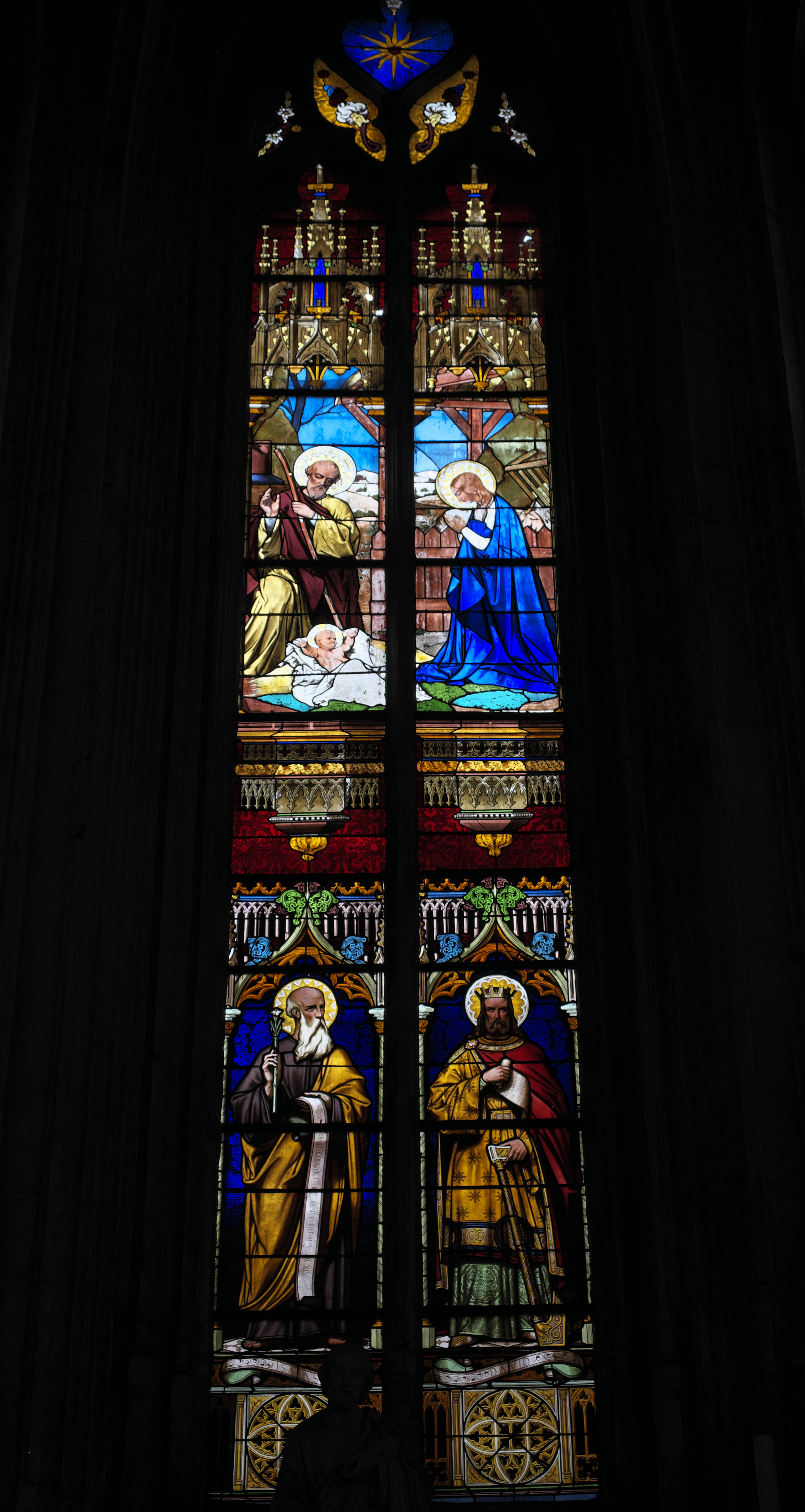
Geburt Jesu, Prophet Jesaja und König David

## Ausstattung
- Der Hauptaltar aus Marmor stammt von 1682.
- Die aus Nussbaumholz geschnitzte Kanzel wurde 1787 in der Kirche aufgestellt. Der Kanzelkorb liegt auf dem Rücken eines Atlanten auf. Ein Medaillon am Kanzelkorb stellt Moses mit den Gesetzestafeln dar. Die Figurengruppe auf dem Schalldeckel soll den Sieg der Religion über die Häresie symbolisieren.